# Pfarrkirche Oetz

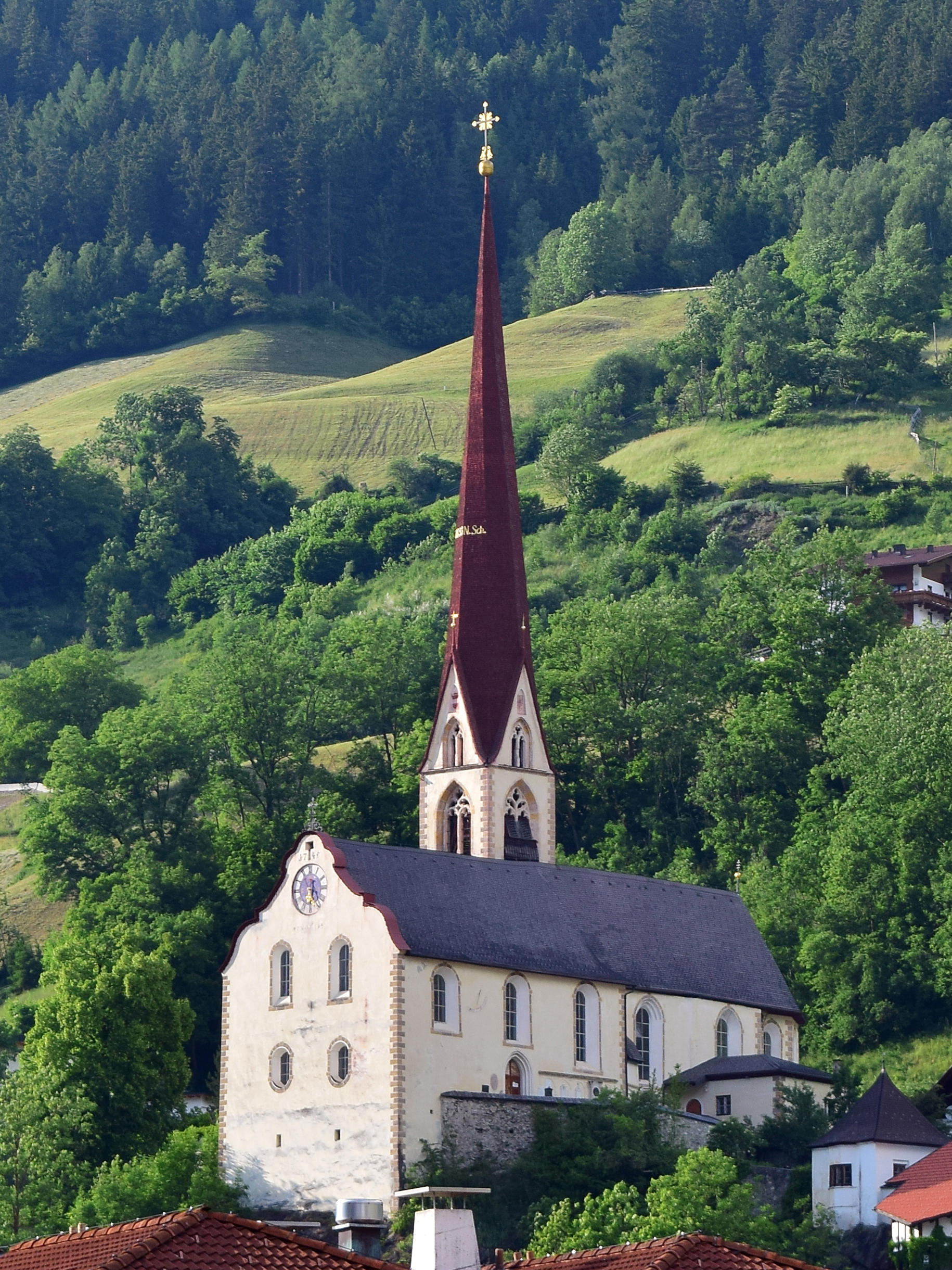
Kath. Pfarrkirche Hll. Georg und Nikolaus in Oetz

Die römisch-katholische Pfarrkirche Oetz steht im Ort Oetz in der Gemeinde Oetz im Bezirk Imst in Tirol. Die Pfarrkirche hl. Georg und hl. Nikolaus gehört zum Dekanat Silz in der Diözese Innsbruck. Die Kirche steht unter Denkmalschutz.

## Geschichte
Die spätgotische Kirche wurde um 1500 erbaut. Das Langhaus wurde 1667 mit dem Baumeister und Stuckateur Gallus Apeller barock erweitert. Die Unterkirche – im Kern aus dem 14. Jahrhundert – wurde im 17. Jahrhundert erneuert und 1682 geweiht. Das Kircheninnere wurde 1743/1744 barockisiert. 1891 war eine Renovierung.

## Architektur
Kirchenäußeres
Die Kirche steht auf einem der nordöstlichen Tallehne vorgelagerten Hügel oberhalb des Dorfes und wird von einer Friedhofsterrasse flankiert. Das einschiffige Langhaus und der leicht eingezogene Chor sind nach Norden ausgerichtet und wurden auf einer Subkonstruktion mit einer Unterkirche unter dem Chor erbaut. Die Fassade zeigt Rundbogenfenster und Ovalfenster und einen geschwungenen geknickten Giebel mit 1744 bezeichnet. Der spätgotische Turm an der Westseite des Langhauses hat zweibahnige spitzbogige Maßwerkfenster im Glockengeschoß und in den Giebeln und trägt einen Giebelspitzhelm. In den Giebeldreiecknischen sind Wappen mit Bindenschild zu Stams und Frauenchiemsee. Nördlich am Turm steht die ehemalige Sakristei, in deren Untergeschoß sich ein Beinhaus befindet. Das Langhaus hat ostseitig zwei spätgotische Portale, im zweiten Joch spitzbogig mit überkreuzten Rund- und Birnstäben, im 4. Joch mit dreiseitigem Abschluss doppelt gekehlt und verstäbt. Ostseitig ist auch ein zweigeschoßiger Anbau mit einer offenen Halle im Erdgeschoß und einer Sakristei im Obergeschoß.
Kircheninneres
Das fünfjochige Langhaus hat ein Stichkappentonnengewölbe, welches in den drei breiteren südlichen Jochen des Erweiterungsbaues auf Wandpfeilern ruht, während die zwei nördlichen Joche mit Doppelpilastern gegliedert wurden. Der Triumphbogen ist eingezogen. Der einjochige Chor hat einen Dreiachtelschluss. Die Rundbogenportale zum Turmerdgeschoß und zur Sakristei sind aus dem 17. Jahrhundert. Die Westempore mit stuckierten Brüstungen ist zweigeschoßig. Der Gewölbestuck mit Kapitellen und Apostelkreuzen ist von 1744.
Die Deckenmalerei Abendmahl, Kreuzigung, Anbetung des Kindes mit Figuren aus dem Alten Testament und seitliche Medaillons Verkündigung, Anbetung der Könige, Taufe Christi, Pfingstfest, weiters Enthauptung des hl. Georg, Gemeinde mit ihren Schutzpatronen vor der Madonna in Verehrung der Eucharistie, weiters seitliche Szenen aus der Georgs- und Nikolauslegende, malte Heinrich Kluibenschedl (1891).

## Ausstattung
Der klassizistische Hochaltar zeigt das Altarblatt hl. Georg des Malers Josef Anton Stecher (1850). Zwei Seitenaltäre sind aus der ersten Hälfte des 18. Jahrhunderts. Der linke Seitenaltar zeigt das Altarblatt Anna und Maria aus der Mitte des 19. Jahrhunderts vom Maler Josef Anton Stecher und trägt die Statuen Sebastian und Florian aus dem ersten Viertel des 18. Jahrhunderts. Der rechte Seitenaltar zeigt das Altarblatt Pietà aus der Mitte des 19. Jahrhunderts vom Maler Josef Anton Stecher und trägt die Statuen Peter und Paul aus dem zweiten Viertel des 18. Jahrhunderts von Andreas Kölle.
An der rechten Langhauswand steht ein spätgotischer Flügelaltar mit den Statuen Wolfgang und Valentin um 1500 und mit einer barocken Figur Nikolaus.
Die Kanzel entstand um 1740. Die Konsolstatuen im Chor Kassian und Nikolaus sind aus der ersten Hälfte des 18. Jahrhunderts. Die Konsolstatuen Maria und Josef am Triumphbogen um 1720 wurden Ingenuin Lechleitner zugeschrieben.
Die erste Orgel baute Franz Weber (1888). Das heutige Werk wurde 1987 von Johann Pirchner erbaut und verfügt über 19 Register auf zwei Manualen und Pedal.

## Glocken
Das Geläute der Pfarrkirche von Oetz besteht aus insgesamt sieben Glocken, die kleinste davon ist die Sterbeglocke.
Die Stimmung der Glocken lautet:
H0 dis1 fis1 gis1 h1 dis2 –?
Glocke 1 wurde im Jahre 1961 von der Glockengießerei Grassmayr in Innsbruck gegossen.
Glocke 2 wurde im Jahre 1777 von Wolfgang Bartlme Grassmayr in Habichen gegossen.
Die Glocken 3 bis 6 wurden im Jahre 1951 von der Glockengießerei Grassmayr in Innsbruck gegossen.
Glocke 7 stammt aus dem 19. Jhdt. 
Das Vollgeläute ist nur an den hohen Feiertagen zu hören.

## Unterkirche hl. Michael
Das frühbarocke Portal zeigt sich mit Kämpfern und Keilstein. Der zweijochige Raum mit einer Apsis mit Dreiachtelschluss hat ein Netzgratgewölbe auf Pilastern. Den mit Akanthus-Schnitzerei und Figuren verzierten Altar schuf der Bildschnitzer Ignaz Waibl (1683). Der Erzengel Michael wird von Engeln flankiert. Im Auszug ist eine Schutzengelgruppe zwischen Engeln. In der Predella ist ein Relief des Höllenrachens.